# Tuerie d'Isla Vista
La tuerie terroriste d'Isla Vista est une tuerie de masse perpétrée le 23 mai 2014 à Isla Vista, dans le comté de Santa Barbara, dans l'État de Californie, aux États-Unis. Le tueur, Elliot Rodger, âgé de 22 ans, motivé par sa haine des femmes, tue six personnes et en blesse quatorze autres avant de se suicider. Il utilise plusieurs couteaux, des pistolets ainsi que sa voiture dans l'attaque.
La tuerie entraîne des réactions invoquant la misogynie affichée du tueur, et appelant au contrôle des armes à feu. Elle est considérée aujourd'hui comme l'un des premiers actes de violence de masse issu de la sous-culture incel.

## Événements
La tuerie commence dans la journée du 23 mai 2014, lorsque Elliot Rodger, ex-étudiant au Santa Barbara City College (en), poignarde à mort ses deux camarades de chambre, George Chen et Cheng-Yuan Hong, ainsi qu'un de leurs amis, Weihan Wang. D'après les résultats de l'enquête, Rodger les aurait tués l'un après l'autre alors qu'ils rentraient dans l'appartement qu'il partageait avec Chen et Hong,.
Quelques heures plus tard, il se rend à un café Starbucks où il achète un café. Il retourne ensuite dans sa voiture, puis avec son ordinateur portable, il met sur Internet un manifeste et une vidéo dans lesquels il expose ses motivations.
Armé de plusieurs pistolets, Elliot Rodger se rend alors à une maison de sororité et frappe à la porte, avec l'intention de tuer les étudiantes à l'intérieur. Ne recevant pas de réponse, Rodger tire sur trois étudiantes qui passaient devant la maison, tuant deux d'entre elles et blessant la troisième,,.
Rodger retourne dans sa voiture et se rend à un bâtiment inoccupé vers lequel il tire, pensant pouvoir y atteindre d'éventuels occupants. Le tueur continue de rouler jusqu'à un magasin, où il abat un homme,,.
Elliot Rodger conduit à vive allure à travers la ville, parfois du mauvais côté de la route,. Il tire sur les passants et renverse volontairement piétons, skateboardeurs et cyclistes,,. Il échange deux fois des coups de feu avec la police et est blessé à la hanche lors de la seconde altercation. Il renverse un cycliste et sa voiture finit par rentrer dans un véhicule stationné,,. Un adjoint au shérif retire alors Rodger de la voiture pour le menotter et constate sa mort, le tireur s'étant suicidé d'un tir de fusil à pompe dans la tête.
Durant la tuerie, Rodger a tué six personnes et en a blessé quatorze autres.

## Victimes
- George Chen, 19 ans et Cheng-Yuan (dit « James ») Hong, 20 ans : colocataires du tueur, reçurent respectivement 94 et 25 coups de couteau.
- Weihan (dit « David ») Wang, 20 ans : ami de Chen et Hong, se trouvait dans leur appartement au moment des faits. Mort de 15 coups de couteau.
- Katherine Breann Cooper, 22 ans et Veronika Elizabeth Weiss, 19 ans : abattues devant le Q.G. d'une sororité étudiante, de 8 et 7 balles respectivement.
- Christopher Ross Michaels-Martinez, 20 ans : tué d'une balle dans la poitrine, dans une épicerie.

Les six victimes étaient tous des étudiants à l'université de Californie à Santa Barbara, et furent déclarées mortes sur les lieux du crime. L'université leur accorda des diplômes posthumes.

## Tireur
Elliot Oliver Robertson Rodger est né le 24 juillet 1991 à Londres dans une famille baignant dans les médias : son grand-père George Rodger est un photojournaliste britannique connu pour ses clichés de la Seconde Guerre mondiale, son père Peter Rodger travailla comme assistant-réalisateur de la saga Hunger Games,, sa mère Chin, d'origine sino-malaisienne, travaille pour une maison de production. 
Il émigre aux États-Unis avec ses parents à l'âge de cinq ans. Ses parents divorcent par la suite, et son père se remarie avec l'actrice marocaine Soumaya Akaaboune, connue en France comme participante de l'émission de téléréalité Les Vraies Housewives où Elliot Rodger fit d'ailleurs une brève apparition. Elliot Rodger vit alors avec son père et sa belle-mère à Los Angeles.
En 2011, il quitte Los Angeles pour s'installer à Santa Barbara et étudier au collège communautaire Santa Barbara City College (en). Cependant, il finit par arrêter d'y suivre les cours.
Le jour de la tuerie, Elliot Rodger met en ligne un manifeste intitulé My Twisted World dans lequel il relate sa vie et expose les motivations de ses meurtres. Il publie également une vidéo appelée « Retribution » (« Châtiment »). Il explique dans ces documents vouloir se venger des femmes qui l'auraient toujours ignoré,.

## Réactions

### Contrôle des armes
Après la fusillade, Richard Martinez, le père de Christopher Martinez qui fut tué lors de la fusillade, exprime son mécontentement vis-à-vis du contrôle des armes trop laxiste selon lui. Il décide de se consacrer au plaidoyer du contrôle des armes.

### #NotAllMen / #YesAllWomen
La misogynie affichée du tueur engendre un débat sur les causes du massacre. Le débat se poursuit sur les réseaux sociaux, où certains utilisent l'argument « not all men » (non, tous les hommes ne sont pas...) pour protester contre ce qu'ils perçoivent comme une généralisation misandre considérant tous les hommes comme des violeurs ou agresseurs misogynes potentiels. L'expression existait déjà avant le massacre, néanmoins c'est dans les débats qui ont suivi que fut créé sur Twitter, le mot-dièse #YesAllWomen (oui, toutes les femmes...) regroupant les expériences personnelles des femmes en matière de violences, harcèlement et discriminations sexistes

### Communautésincel
Elliot Rodger se définissait comme un incel, contraction de involuntary celibate, ou « célibataire involontaire » en français,,. Le terme désignait initialement des personnes qui, pour une raison ou une autre, se trouvent incapables de former une relation amoureuse ou sexuelle avec leur prochain, et un groupe de discussion et de soutien s'était formé sur Internet. Néanmoins, au début du XXIe siècle, plusieurs communautés sur Internet se sont revendiquées du terme « incel » au nom d'une idéologie haineuse : ces communautés sont constituées en majorité d'hommes adultes hétérosexuels exprimant leur frustration de ne pas pouvoir avoir de relations sexuelles, rejetant la faute sur les femmes, exprimant ouvertement leur misogynie et appelant à la violence envers les femmes. Elliot Rodger a plusieurs fois exprimé ce type de propos sur des forums.
Le manifeste publié par Rodger, et les idées qu'il y exprimait, attirèrent l'attention des communautés incels, et la tuerie engendra des réactions mitigées en leur sein : si certains membres ont renié les actions de Rodger, d'autres ont rationalisé le motif de son attaque, allant parfois jusqu'à glorifier la personne de Rodger. Au sein de ces communautés, certains produisirent des hommages à celui qu'ils surnomment à titre posthume « Saint Elliot »,.
Le lien entre Elliot Rodger et les appels à la violence exprimés au sein des communautés incel a ressurgi au lendemain de l'attaque à la voiture-bélier à Toronto, le 23 avril 2018, où dix personnes perdirent la vie. La presse rapporta que l'auteur de l'attaque, Alek Minassian, publia ce jour-là sur son compte Facebook un message annonçant une « rébellion des incels » et glorifiant Elliot Rodger.
D'autres crimes furent commis par des personnes se réclamant de l'idéologie incel et de la tuerie perpétrée par Elliot Rodger, principalement en Amérique du Nord :
- le 7 décembre 2017, une fusillade (en) eut lieu dans un lycée d'Aztec au Nouveau-Mexique. Le tueur, William Atchison, âgé de 21 ans, fit deux morts avant de se suicider par balle. Sur Internet, Atchison se faisait appeler « Elliot Rodger » et vantait les mérites du « Supreme Gentleman » (en français le « gentleman suprême »), une expression populaire au sein des communautés incel et faisant référence à une vidéo où Rodger se désignait comme tel[20] ;
- Nikolas Cruz, auteur de la fusillade de Parkland en Floride le 14 février 2018, avait rendu hommage à Elliot Rodger sur Internet, affirmant que « Elliot Rodger ne sera pas oublié »[21] ;
- le 2 novembre 2018, une fusillade (en) eut lieu dans un club de yoga à Tallahassee en Floride. L'auteur, Scott Beierle, âgé de 40 ans, tira sur six femmes fréquentant le club, tuant deux d'entre elles, et attaqua un homme avant de se donner la mort. Beierle s'identifiait comme incel et sur Internet, il exprimait entre autres sa haine des femmes et sa sympathie envers Elliot Rodger[22].